# 3447 Burckhalter
3447 Burckhalter è un asteroide della fascia principale. Scoperto nel 1956, presenta un'orbita caratterizzata da un semiasse maggiore pari a 1,9907074 UA e da un'eccentricità di 0,0288008, inclinata di 20,71263° rispetto all'eclittica.